# Zamia amblyphyllidia
Zamia amblyphyllidia là một loài thực vật thuộc họ Zamiaceae. Loài này có ở Cuba, Jamaica, và Puerto Rico. Chúng hiện đang bị đe dọa vì mất môi trường sống.

## Miêu tả
Cây tuế cỡ nhỏ, phân nhánh với một gốc ngầm. Lá mọc dài tới 1,5m.

## Hình ảnh

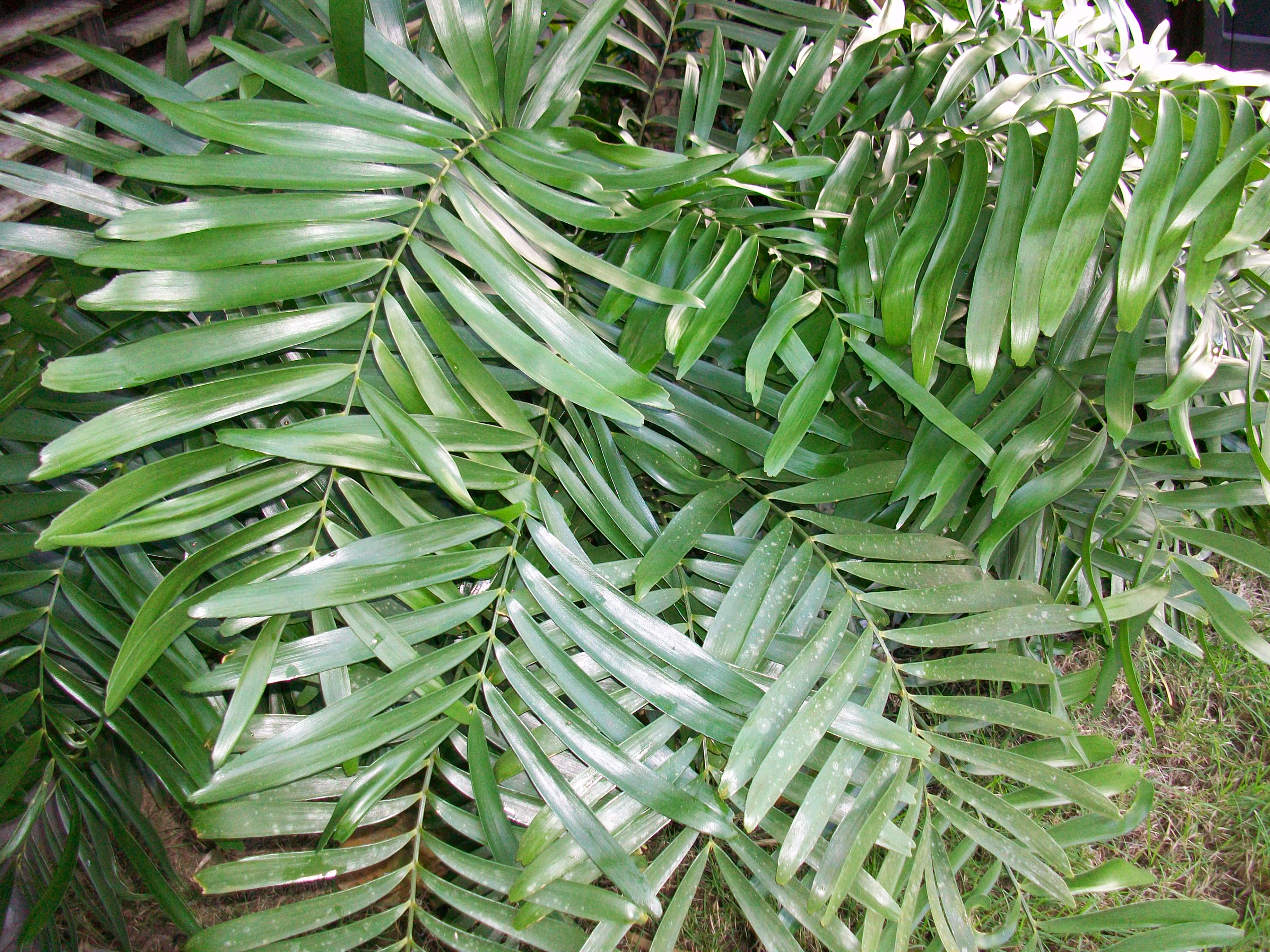
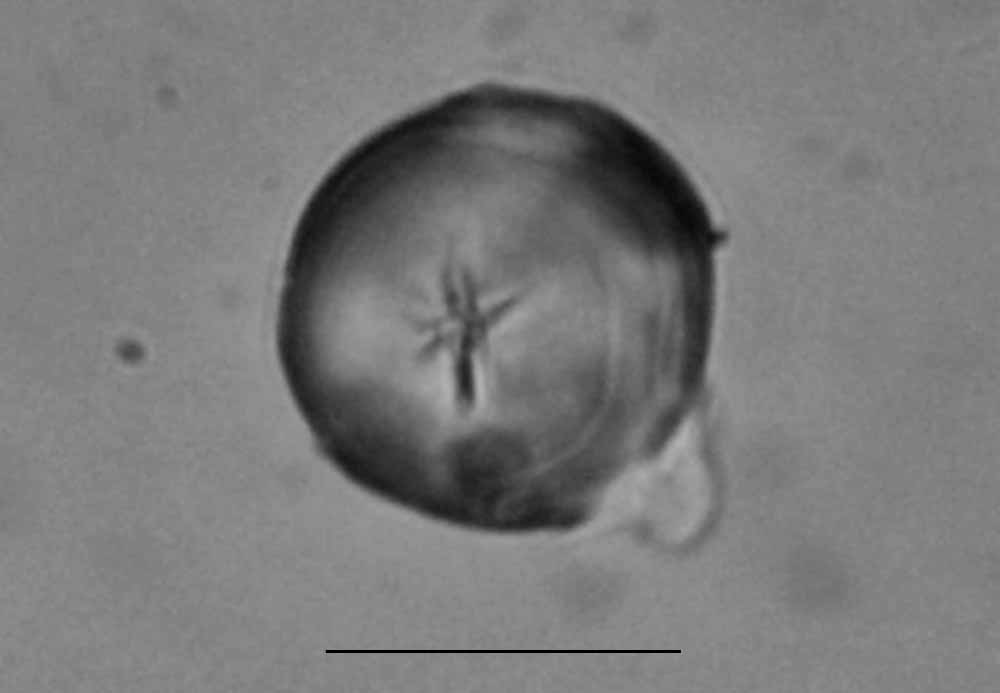